# Creagrutus
Creagrutus es un género de peces de la familia Characidae en el orden Characiformes.

## Especies
Hay 69 especies en este género:
- Creagrutus affinis (Steindachner, 1880)[4]
- Creagrutus amoenus (Fowler, 1943)[5]
- Creagrutus anary (Fowler, 1913)[6]
- Creagrutus atratus (Vari & Harold, 2001)[7]
- Creagrutus atrisignum (G. S. Myers, 1927)[8]
- Creagrutus barrigai (Vari & Harold, 2001)[9]
- Creagrutus beni (C. H. Eigenmann, 1911)[10]
- Creagrutus bolivari (L. P. Schultz, 1944)[11]
- Creagrutus brevipinnis (C. H. Eigenmann, 1913)[12]
- Creagrutus britskii (Vari & Harold, 2001)[9]
- Creagrutus calai (Vari & Harold, 2001)[9]
- Creagrutus caucanus (C. H. Eigenmann, 1913)[13]
- Creagrutus changae (Vari & Harold, 2001)[9]
- Creagrutus cochui (Géry, 1964)[14]
- Creagrutus cracentis (Vari & Harold, 2001)[9]
- Creagrutus crenatus (Vari & Harold, 2001)[9]
- Creagrutus ephippiatus (Vari & Harold, 2001)[9]
- Creagrutus figueiredoi (Vari & Harold, 2001)[9]
- Creagrutus flavescens (Vari & Harold, 2001)[9]
- Creagrutus gephyrus (J. E. Böhlke & Saul, 1975)[15]
- Creagrutus gracilis (Vari & Harold, 2001)[9]
- Creagrutus guanes (Torres-Mejia & Vari, 2005)[16]
- Creagrutus gyrospilus (Vari & Harold, 2001)[9]
- Creagrutus hildebrandi (L. P. Schultz, 1944)[17]
- Creagrutus holmi (Vari & Harold, 2001)[9]
- Creagrutus hysginus (Harold, Vari, Machado-Allison & Provenzano, 1994)[18]
- Creagrutus ignotus (Vari & Harold, 2001)[9]
- Creagrutus kunturus (Vari, Harold & H. Ortega, 1995)[19]
- Creagrutus lassoi (Vari & Harold, 2001)[9]
- Creagrutus lepidus (Vari, Harold, Lasso & Machado-Allison, 1993)[20]
- Creagrutus machadoi (Vari & Harold, 2001)[9]
- Creagrutus maculosus (Román-Valencia, García-Alzate, Ruiz-Calderón & Taphorn, 2010)
- Creagrutus magdalenae (C. H. Eigenmann, 1913)[12]
- Creagrutus magoi (Vari & Harold, 2001)[9]
- Creagrutus manu (Vari & Harold, 2001)[9]
- Creagrutus maracaiboensis (L. P. Schultz, 1944)[17]
- Creagrutus maxillaris (G. S. Myers, 1927)[21]
- Creagrutus melanzonus (C. H. Eigenmann, 1909)[22]
- Creagrutus melasma (Vari, Harold & Taphorn, 1994)[23]
- Creagrutus menezesi (Vari & Harold, 2001)[9]
- Creagrutus meridionalis (Vari & Harold, 2001)[9]
- Creagrutus molinus (Vari & Harold, 2001)[9]
- Creagrutus mucipu (Vari & Harold, 2001)[9]
- Creagrutus muelleri (Günther, 1859)[24]
- Creagrutus nigrostigmatus (Dahl, 1960)[25]
- Creagrutus occidaneus (Vari & Harold, 2001)[9]
- Creagrutus ortegai (Vari & Harold, 2001)[9]
- Creagrutus ouranonastes (Vari & Harold, 2001)[9]
- Creagrutus paraguayensis (Mahnert & Géry, 1988)[26]
- Creagrutus paralacus (Harold & Vari, 1994)[27]
- Creagrutus pearsoni (Mahnert & Géry, 1988)[26]
- Creagrutus peruanus (Steindachner, 1877)[28]
- Creagrutus petilus (Vari & Harold, 2001)[9]
- Creagrutus phasma (G. S. Myers, 1927)[21]
- Creagrutus pila (Vari & Harold, 2001)[9]
- Creagrutus planquettei (Géry & Renno, 1989)[29]
- Creagrutus provenzanoi (Vari & Harold, 2001)[9]
- Creagrutus runa (Vari & Harold, 2001)[9]
- Creagrutus saxatilis (Vari & Harold, 2001)[9]
- Creagrutus seductus (Vari & Harold, 2001)[9]
- Creagrutus taphorni (Vari & Harold, 2001)[9]
- Creagrutus tuyuka (Vari & F. C. T. Lima, 2003)[30]
- Creagrutus ungulus (Vari & Harold, 2001)[9]
- Creagrutus varii (Ribeiro, Benine & Figueieredo, 2004)[31]
- Creagrutus veruina (Vari & Harold, 2001)[9]
- Creagrutus vexillapinnus (Vari & Harold, 2001)[9]
- Creagrutus xiphos (Vari & Harold, 2001)[9]
- Creagrutus yanatili (Harold & Salcedo, 2010)
- Creagrutus zephyrus (Vari & Harold, 2001)[9]

## Fuente
- Esta obra contiene una traducción  derivada de «Creagrutus» de Wikipedia en catalán, publicada por sus editores bajo la Licencia de documentación libre de GNU y la Licencia Creative Commons Atribución-CompartirIgual 4.0 Internacional.

- Datos: Q3761240
- Multimedia: Creagrutus / Q3761240
- Especies: Creagrutus